# Блу Хил (Небраска)
Блу Хил (енгл. Blue Hill) град је у америчкој савезној држави Небраска.

## Демографија
По попису из 2010. године број становника је 936, што је 69 (8,0%) становника више него 2000. године.
| Група             | 2000.       | 2010.       |
| Белци             | 845 (97,5%) | 899 (96,0%) |
| Афроамериканци    | 3 (0,3%)    | 6 (0,6%)    |
| Азијати           | 6 (0,7%)    | 2 (0,2%)    |
| Хиспаноамериканци | 7 (0,8%)    | 17 (1,8%)   |
| Укупно            | 867         | 936         |